# Upplands runinskrifter 611
Upplands runinskrifter 611 är en vikingatida runsten av granit i Tibble, Västra Ryds socken och Upplands-Bro kommun. Runstenen är cirka 1,65 meter hög och 0,7 meter bred vid basen. Runhöjden är 8-9 centimeter. Korset i stenens mitt förenar sig nedtill med runslingorna.
Stenen är rest till minne av "Gisle" som dött "utomlands i Frögers följe". Flera runstenar i Sverige, bland annat U 518, och även en i Danmark (DR 216), nämner Fröger och hans vikingatåg.

## Inskriften
Translitterering av runraden:
biurn : auk : stnfriþ : litu : arisa s--n : afti : kisila : han : uti : fial : i liþi : frekis ·
Normalisering till runsvenska:
Biorn ok Stæinfriðr letu ræisa s[tæi]n æftiʀ Gisla. Hann uti fioll i liði Frøygæiʀs(?).
Översättning till nusvenska:
Björn och Stenfrid läto resa stenen efter Gisle. Han föll utomlands i Frögers följe.